# Тарана Бурк
Тарана Бурк (енгл. Tarana Burke; Бронкс, 12. септембар 1973) је америчка активисткиња из Њујорка, која је покренула #MeToo покрет. Године 2006. Бурк је почела да користи #MeToo да помогне другим женама са сличним искуствима, да се изборе за себе. Више од деценије касније, 2017. године, #MeToo је постао кључан покрет, када су Алиса Милано и друге жене почеле да га користе за твитовање о случајевима сексуалног злостављања Харвија Вајнстина. Фраза се брзо развила у широки, а на крају међународни покрет.
Time је Бурк, међу групом других истакнутих активиста названих „прекидачи ћутања“, проглашена за временску личност године, за 2017. Бурк држи јавне говоре широм земље и тренутно је виши директор у непрофитној организацији Girls for Gender Equity, у Бруклину.
Универзитет Харвард објавио је студију случаја о Тарани Бурк, под називом „Водећи са емпатијом: Тарана Бурк и стварање покрета #MeToo“.

## Младост и образовање
Бурк је рођена у Бронксу, Њујорк, где је и одрасла. Одрасла је у породици радничке класе са ниским примањима, у стамбеном пројекту и била је силована и сексуално злостављана и као дете и као тинејџерка. Њена мајка је подржала њен опоравак од ових насилних дела и охрабрила је да буде укључена у заједницу. У својој биографији Бурк наводи да су је ова искуства инспирисала да ради на побољшању живота девојака које пролазе кроз екстремне тешкоће. Као тинејџерка, почела је да побољшава животе младих девојака које живе у маргинализованим заједницама.
Бурк је похађала државни универзитет у Алабами, а затим се пребацила и дипломирала на Универзитету Обурн, у Монтгомерију. Током свог студирања, организовала је конференције за штампу и протесте на теме економске и расне правде.

## Каријера
Активиста је од 1989. године. Преселила се у Селму, Алабама, касних 1990-их, након што је завршила факултет.
Након рада са жртвама сексуалног насиља, Бурк је 2003. године основала непрофитну организацију Just Be, која је била намењена црнкињама узраста од 12 до 18 година. Године 2006. Бурк је основала МеТоо покрет и почела да користи фразу МеТоо, да подигне свест о распрострањености сексуалног злостављања и напада у друштву.
Године 2008. преселила се у Филаделфију, где је радила у многим непрофитним организацијама. Била је консултант за холивудски филм „Селма ”из 2014. године, заснован на маршу за гласачка права Селме у Монтгомери из 1965. године, који су предводили Џејмс Бевел, Хозеа Вилијамс, Мартин Лутер Кинг и Џон Луис.
Фраза МеТоо се развила у шири покрет након што је  #МеТоо 2017. године коришћен након оптужби за сексуално злостављање Харвија Вајнстина. До средине октобра 2017. године, Бурк су њени пријатељи обавестили да се #МеТоо користи на друштвеним мрежама. Бурк је одлучила да обликује покрет како би се створила емпатија. Тајм је прогласио Бурк, међу групом других истакнутих активисткиња које су назвали „прекидачима тишине“, за личност године за 2017.
2018. године, присуствовала је 75. додели Златног глобуса, као гост познате америчке глумице Мишел Вилијамс. Бурк је 2018. године добио награду за храброст од The Ridenhour Prizes, која се додељује појединцима који покажу храбру одбрану јавног интереса и страствену посвећеност социјалној правди.
Бурк је тренутно виши директор у Girls for Gender Equity. Бурк организује радионице како би помогала да се побољшају политике у школама, на радним местима и у богомољама, и фокусира се на помоћ жртвама да не криве себе за сексуално насиље. Бурк присуствује јавним наступима широм земље. У скорије време, Бурке и Мервин Маркано, потписали су уговор са CBS Studios. Бурк је две књиге објавила 2021. године: You Are Your Best Thing: Vulnerability, Shame Resilience, and the Black Experience (у коауторству са Брене Браун, у априлу 2021. године) и Unbound: My Story of Liberation and the Birth of the Me Too Movement ( у септембру 2021. године).

## Активизам

### Girls for Gender Equity
Бурк је виши директор Girls for Gender Equity у Бруклину, која настоји да помогне младим женама да повећају свој укупан развој кроз различите програме и часове.

### Just Be Inc.
Године 1997, Бурк је у Алабами упознала девојку по имену Хевен, која јој је рекла да ју је сексуално злостављао дечко њене мајке. Каже да није знала шта да каже и да девојку никада опет није видела. Каже да би волела да је рекла "и ја". Бурк је рекла да је почела да верује да је девојчицама потребна „другачија пажња“, у поређењу са њиховим мушким вршњацима. Овај и други инциденти навели су Тарану Бурк да оснује Just Be Inc. организацију која промовише здравље младих жена, од 12 до 18 година. Године 2006. направила је Мајспејс страницу. Just Be Inc. добио је свој први грант 2007. године.

### #МеТоо покрет
Године 2006. Бурк је основао МеТоо покрет и почела да користи фразу „И ја“, да подигне свест о распрострањености сексуалног злостављања и напада у друштву.
Фраза „И ја“ се развила у шири покрет након што је #МеТоо 2017. користио након оптужби за сексуално злостављање Харвија Вајнстина. У октобру 2017. године, глумица Алиса Милано је охрабрила жене да кажу „И ја“ ако су доживеле сексуално узнемиравање или напад, што је довело до велике популарности. Милано је касније написала на твитеру: „Управо сам обавештена о ранијем покрету #МеТоо, а прича о пореклу подједнако је срцепарајућа и инспиративна“. Бурк подржава #МеТоо покрет.
Тиме је Бурк, међу групом других истакнутих активисткиња које су назвали „кршитељима тишине“, проглашена за личност године за 2017. годину. Њени говорни ангажмани укључивали су Универзитет Браун у фебруару 2018. године и Епископалну цркву на Калварији (Питсбург), где је говорила о коренима покрета.
Године 2021, Бурк је објавила мемоаре у којима је описала однос њеног активизма и искуства са лидерима покрета за грађанска права под називом: Unbound: My Story of Liberation and the Birth of the Me Too Movement.

## Почасти и награде
- 2017: Time, личност године[14]
- 2018: Time, 100 најутицајнијих људи у 2018. години[31]
- 2018: The Ridenhour Prizes, награда за храброст[32]
- 2018: SHE Media, VOTY (Voices of the Year) награда[33]
- 2019: Добитник награде VH1 Trailblazer Honors[34]
- 2022: 100 жена (BBC)[35]